# Sanremo-Festival 2013
Die 63. Ausgabe des Festival della Canzone Italiana di Sanremo fand 2013 vom 12. bis zum 16. Februar im Teatro Ariston in Sanremo statt und wurde von Fabio Fazio und Luciana Littizzetto moderiert. Sieger des Wettbewerbs wurde Marco Mengoni mit L’essenziale. Er vertrat mit dem Lied ebenfalls Italien beim Eurovision Song Contest 2013.

## Organisation
Das Festival wurde vom öffentlich-rechtlichen Rundfunk Italiens Rai organisiert. Fazio moderierte das Festival zum dritten Mal nach 1999 und 2000. Gleichzeitig war er künstlerischer Leiter (direttore artistico) der Veranstaltung. Für Luciana Littizzetto war es das erste Mal, dass sie das Festival moderierte. Für die musikalische Leitung (direzione musicale) war Mauro Pagani verantwortlich, die Bühnenausstattung stammte von Francesca Montinaro und Regie führte Duccio Forzano.

## Teilnehmende Beiträge

### Campioni
Jeder Teilnehmer präsentierte an den ersten beiden Abenden zwei verschiedene Lieder, wovon jeweils eines in die nächste Runde gelangte. Die Endwertung berücksichtigte nur das erfolgreiche Lied.
| Platzierung | Interpret                          | Lied                            | Autoren                                                             |
| ----------- | ---------------------------------- | ------------------------------- | ------------------------------------------------------------------- |
| 1           | Marco Mengoni                      | L’essenziale                    | Roberto Casalino, Marco Mengoni, Francesco De Benedittis            |
| 2           | Elio e le Storie Tese              | La canzone mononota             | Elio e le Storie Tese                                               |
| 3           | Modà                               | Se si potesse non morire        | Modà                                                                |
| 4           | Malika Ayane                       | E se poi                        | Giuliano Sangiorgi                                                  |
| 5           | Raphael Gualazzi                   | Sai (ci basta un sogno)         | Raphael Gualazzi                                                    |
| 6           | Daniele Silvestri                  | A bocca chiusa                  | Daniele Silvestri                                                   |
| 7           | Max Gazzè                          | Sotto casa                      | Max Gazzè, Francesco Gazzè, Domenico De Benedettis                  |
| 8           | Chiara                             | Il futuro che sarà              | Francesco Bianconi, Luca Chiaravalli, Lisette Gonzalez-Alea         |
| 9           | Annalisa                           | Scintille                       | Antonio Galbiati, Dario Faini                                       |
| 10          | Maria Nazionale                    | È colpa mia                     | Fausto Mesolella, Beppe Servillo                                    |
| 11          | Simone Cristicchi                  | La prima volta (che sono morto) | Simone Cristicchi                                                   |
| 12          | Marta sui Tubi                     | Vorrei                          | Marta sui Tubi                                                      |
| 13          | Simona Molinari und Peter Cincotti | La felicità                     | Simona Molinari, Maurizio Vultaggio, Peter Cincotti, Carlo Avarello |
| 14          | Almamegretta                       | Mamma non lo sa                 | Gennaro Della Volpe, Paolo Polcari, Gennaro Tesone                  |

### Giovani
| Platzierung | Interpret          | Lied                      | Autoren                                            |
| ----------- | ------------------ | ------------------------- | -------------------------------------------------- |
| 1           | Antonio Maggio     | Mi servirebbe sapere      | Antonio Maggio, Manlio Sgalambro                   |
| 2           | Ilaria Porceddu    | In equilibrio             | Ilaria Porceddu, Attilio Fontana, Clemente Ferrari |
| 3           | Renzo Rubino       | Il postino (amami uomo)   | Renzo Rubino, Andrea Rodini                        |
| 4           | Blastema           | Dietro l’intima ragione   | Matteo Casadei, Daniele Gambi, Alberto Nanni       |
|             | Il Cile            | Le parole non servono più | Lorenzo Cilembrini, Riccardo Presentini            |
|             | Andrea Nardinocchi | Storia impossibile        | Andrea Nardinocchi                                 |
|             | Irene Ghiotto      | Baciami?                  | Irene Ghiotto, Carlo Carcano                       |
|             | Paolo Simoni       | Le parole                 | Paolo Simoni                                       |

## Preise

### KategorieCampioni
- Sieger: Marco Mengoni – L'essenziale
- Zweiter: Elio e le Storie Tese – La canzone mononota
- Dritter: Modà – Se si potesse non morire
- Kritikerpreis „Mia Martini“: Elio e le Storie Tese – La canzone mononota
- Preis für das beste Arrangement „Giancarlo Bigazzi“: Elio e le Storie Tese – La canzone mononota

### KategorieGiovani
- Sieger: Antonio Maggio – Mi servirebbe sapere
- Zweiter: Ilaria Porceddu – In equilibrio
- Dritter: Renzo Rubino – Il postino (amami uomo)
- Vierter: Blastema – Dietro l'intima ragione
- Kritikerpreis „Mia Martini“: Renzo Rubino – Il postino (amami uomo)
- Preis für den besten Text „Sergio Bardotti“: Il Cile – Le parole non servono più

### Lebenswerk
- Toto Cutugno
- Ricchi e Poveri
- Al Bano
- Pippo Baudo

## Abende

### Erster Abend

#### KategorieCampioni
Am ersten Abend stellten sieben der 14 Teilnehmer aus der Campioni-Kategorie jeweils zwei Lieder vor, wovon das Lied mit den meisten Stimmen sich für den dritten Abend qualifizierte.
| Interpret                          | Startnr. | Lied Musik (M) und Text (T)                                                          | Ergebnisse   | Ergebnisse | Ergebnisse |
| Interpret                          | Startnr. | Lied Musik (M) und Text (T)                                                          | Journalisten | Televoting | Gesamt     |
| ---------------------------------- | -------- | ------------------------------------------------------------------------------------ | ------------ | ---------- | ---------- |
| Marco Mengoni                      | 01       | L’essenziale M/T: Roberto Casalino, Marco Mengoni, Francesco De Benedittis           | 48,57 %      | 55,76 %    | 52,17 %    |
| Marco Mengoni                      | 02       | Bellissimo M/T: Gianna Nannini, Pacifico, Davide Tagliapietra                        | 51,43 %      | 44,24 %    | 47,84 %    |
| Raphael Gualazzi                   | 03       | Senza ritegno M/T: Raphael Gualazzi                                                  | 45,45 %      | 31,47 %    | 38,46 %    |
| Raphael Gualazzi                   | 04       | Sai (ci basta un sogno) M/T: Raphael Gualazzi                                        | 54,55 %      | 68,53 %    | 61,54 %    |
| Daniele Silvestri                  | 05       | A bocca chiusa M/T: Daniele Silvestri                                                | 54,64 %      | 68,01 %    | 61,33 %    |
| Daniele Silvestri                  | 06       | Il bisogno di te (ricatto d’onor) M/T: Daniele Silvestri                             | 45,36 %      | 31,99 %    | 38,68 %    |
| Simona Molinari und Peter Cincotti | 07       | Dr. Jekyll and Mr. Hide M/T: Lelio Luttazzi                                          | 52,38 %      | 38,87 %    | 45,63 %    |
| Simona Molinari und Peter Cincotti | 08       | La felicità M/T: Simona Molinari, Maurizio Vultaggio, Peter Cincotti, Carlo Avarello | 47,62 %      | 61,13 %    | 54,38 %    |
| Marta sui Tubi                     | 09       | Dispari M/T: Marta sui Tubi                                                          | 33,67 %      | 40,99 %    | 37,33 %    |
| Marta sui Tubi                     | 10       | Vorrei M/T: Marta sui Tubi                                                           | 66,33 %      | 59,01 %    | 62,67 %    |
| Maria Nazionale                    | 11       | Quando non parlo M/T: Enzo Gragnaniello                                              | 47,78 %      | 49,02 %    | 48,40 %    |
| Maria Nazionale                    | 12       | È colpa mia M/T: Fausto Mesolella, Beppe Servillo                                    | 52,22 %      | 50,98 %    | 51,60 %    |
| Chiara                             | 13       | L’esperienza dell’amore M/T: Federico Zampaglione, Domenico Zampaglione              | 38,20 %      | 41,31 %    | 39,75 %    |
| Chiara                             | 14       | Il futuro che sarà M/T: Francesco Bianconi, Luca Chiaravalli, Lisette Gonzalez-Alea  | 61,80 %      | 58,69 %    | 60,25 %    |

#### Gäste
Gäste des Abends waren Felix Baumgartner, Maurizio Crozza und Toto Cutugno.

### Zweiter Abend

#### KategorieCampioni
Am zweiten Abend stellten die verbleibenden sieben der 14 Teilnehmer aus der Campioni-Kategorie jeweils zwei Lieder vor, wovon das Lied mit den meisten Stimmen sich für den dritten Abend qualifizierte.
| Interpret             | Startnr. | Lied Musik (M) und Text (T)                                                    | Ergebnisse   | Ergebnisse | Ergebnisse |
| Interpret             | Startnr. | Lied Musik (M) und Text (T)                                                    | Journalisten | Televoting | Gesamt     |
| --------------------- | -------- | ------------------------------------------------------------------------------ | ------------ | ---------- | ---------- |
| Modà                  | 01       | Se si potesse non morire M/T: Modà                                             | 63,89 %      | 57,29 %    | 60,59 %    |
| Modà                  | 02       | Come l’acqua dentro il mare M/T: Francesco Silvestre                           | 36,11 %      | 42,71 %    | 39,41 %    |
| Simone Cristicchi     | 03       | Mi manchi M/T: Simone Cristicchi, Felice Di Salvo, Roberto Pacco               | 38,83 %      | 49,88 %    | 44,36 %    |
| Simone Cristicchi     | 04       | La prima volta (che sono morto) M/T: Simone Cristicchi                         | 61,17 %      | 50,12 %    | 55,65 %    |
| Malika Ayane          | 05       | Niente M/T: Giuliano Sangiorgi                                                 | 49,46 %      | 43,29 %    | 46,38 %    |
| Malika Ayane          | 06       | E se poi M/T: Giuliano Sangiorgi                                               | 50,54 %      | 56,71 %    | 53,63 %    |
| Almamegretta          | 07       | Mamma non lo sa M/T: Gennaro Della Volpe, Paolo Polcari, Gennaro Tesone        | 49,41 %      | 53,69 %    | 51,55 %    |
| Almamegretta          | 08       | Onda che vai M/T: Federico Zampaglione, Domenico Zampaglione                   | 50,59 %      | 46,31 %    | 48,45 %    |
| Max Gazzè             | 09       | I tuoi maledettissimi impegni M/T: Max Gazzè, Francesco Gazzè, Matteo Buzzanca | 18,56 %      | 26,84 %    | 22,70 %    |
| Max Gazzè             | 10       | Sotto casa M/T: Max Gazzè, Francesco Gazzè, Domenico De Benedettis             | 81,44 %      | 73,16 %    | 77,30 %    |
| Annalisa              | 11       | Scintille M/T: Antonio Galbiati, Dario Faini                                   | 59,55 %      | 50,14 %    | 54,85 %    |
| Annalisa              | 12       | Non so ballare M/T: Ermal Meta                                                 | 40,45 %      | 49,86 %    | 45,15 %    |
| Elio e le Storie Tese | 13       | Dannati forever M/T: Elio e le Storie Tese                                     | 08,25 %      | 30,41 %    | 19,33 %    |
| Elio e le Storie Tese | 14       | La canzone mononota M/T: Elio e le Storie Tese                                 | 91,75 %      | 69,59 %    | 80,67 %    |

#### KategorieGiovani
Auch vier der acht Teilnehmer der Giovani-Kategorie stellten ihre Beiträge vor. Die zwei besten Beiträge erreichten das Finale der Kategorie, welches am fünften Abend stattfand.
| Startnr. | Interpret     | Lied                      | Ergebnisse   | Ergebnisse | Ergebnisse |
| Startnr. | Interpret     | Lied                      | Journalisten | Televoting | Gesamt     |
| -------- | ------------- | ------------------------- | ------------ | ---------- | ---------- |
| 1        | Renzo Rubino  | Il postino (amami uomo)   | 24,87 %      | 50,39 %    | 37,63 %    |
| 2        | Irene Ghiotto | Baciami?                  | 19,80 %      | 08,68 %    | 14,24 %    |
| 3        | Il Cile       | Le parole non servono più | 24,37 %      | 17,80 %    | 21,09 %    |
| 4        | Blastema      | Dietro l’intima ragione   | 30,96 %      | 23,13 %    | 27,05 %    |

### Dritter Abend

#### KategorieCampioni
Am dritten Abend stellten die 14 Teilnehmer jeweils ihr Siegerlied aus den ersten beiden Abenden vor. Das Publikum konnte dabei per Televoting für seine Favoriten abstimmen.
| Startnr. | Interpret                          | Lied                            | Televoting |
| -------- | ---------------------------------- | ------------------------------- | ---------- |
| 01       | Simona Molinari und Peter Cincotti | La felicità                     | 04,79 %    |
| 02       | Marco Mengoni                      | L’essenziale                    | 25,28 %    |
| 03       | Elio e le Storie Tese              | La canzone mononota             | 04,73 %    |
| 04       | Malika Ayane                       | E se poi                        | 03,74 %    |
| 05       | Marta sui Tubi                     | Vorrei                          | 01,83 %    |
| 06       | Chiara                             | Il futuro che sarà              | 07,52 %    |
| 07       | Max Gazzè                          | Sotto casa                      | 03,87 %    |
| 08       | Annalisa                           | Scintille                       | 08,97 %    |
| 09       | Maria Nazionale                    | È colpa mia                     | 04,78 %    |
| 10       | Simone Cristicchi                  | La prima volta (che sono morto) | 03,81 %    |
| 11       | Modà                               | Se si potesse non morire        | 20,32 %    |
| 12       | Daniele Silvestri                  | A bocca chiusa                  | 04,31 %    |
| 13       | Almamegretta                       | Mamma non lo sa                 | 01,21 %    |
| 14       | Raphael Gualazzi                   | Sai (ci basta un sogno)         | 04,84 %    |

#### KategorieGiovani
Auch vier der acht Teilnehmer der Giovani-Kategorie stellten ihre Beiträge vor. Die zwei besten Beiträge erreichten das Finale der Kategorie, welches am fünften Abend stattfand.
| Startnr. | Interpret          | Lied                 | Ergebnisse   | Ergebnisse | Ergebnisse |
| Startnr. | Interpret          | Lied                 | Journalisten | Televoting | Gesamt     |
| -------- | ------------------ | -------------------- | ------------ | ---------- | ---------- |
| 1        | Andrea Nardinocchi | Storia impossibile   | 19,05 %      | 14,63 %    | 16,84 %    |
| 2        | Antonio Maggio     | Mi servirebbe sapere | 36,19 %      | 41,12 %    | 38,66 %    |
| 3        | Paolo Simoni       | Le parole            | 08,57 %      | 08,29 %    | 08,43 %    |
| 4        | Ilaria Porceddu    | In equilibrio        | 36,19 %      | 35,96 %    | 36,08 %    |

### Vierter Abend

#### KategorieCampioni
Am vierten Abend stellten die 14 Teilnehmer jeweils ein Cover eines Liedes aus vorherigen Sanremo-Ausgaben vor.
| Startnr. | Interpret                                                                        | Lied (Jahr)                                                                         |
| -------- | -------------------------------------------------------------------------------- | ----------------------------------------------------------------------------------- |
| 01       | Malika Ayane (mit den Tänzern Paolo Vecchione und Thomas Signorelli)             | Cosa hai messo nel caffè (1969) (Originalinterpret: Riccardo Del Turco)             |
| 02       | Daniele Silvestri                                                                | Piazza grande (1972) (Originalinterpret: Lucio Dalla)                               |
| 03       | Annalisa (mit Emma Marrone)                                                      | Per Elisa (1981) (Originalinterpret: Alice)                                         |
| 04       | Marta sui Tubi (mit Antonella Ruggiero)                                          | Nessuno (1959) (Originalinterpret: Wilma De Angelis und Mina)                       |
| 05       | Raphael Gualazzi                                                                 | Luce (Tramonti a nord est) (2001) (Originalinterpret: Elisa)                        |
| 06       | Modà (mit dem Pianisten Adriano Pennino)                                         | Io che non vivo (1965) (Originalinterpret: Pino Donaggio)                           |
| 07       | Simone Cristicchi                                                                | Canzone per te (1968) (Originalinterpret: Sergio Endrigo & Roberto Carlos)          |
| 08       | Simona Molinari und Peter Cincotti (mit dem Gitarristen Franco Cerri)            | Tua (1959) (Originalinterpret: Jula De Palma)                                       |
| 09       | Maria Nazionale (mit dem Gitarristen Mauro Di Domenico)                          | Perdere l’amore (1988) (Originalinterpret: Massimo Ranieri)                         |
| 10       | Marco Mengoni                                                                    | Ciao amore ciao (1967) (Originalinterpret: Luigi Tenco)                             |
| 11       | Elio e le Storie Tese (mit dem Schauspieler Rocco Siffredi)                      | Un bacio piccolissimo (1964) (Originalinterpret: Robertino Loreti und Bobby Rydell) |
| 12       | Max Gazzè                                                                        | Ma che freddo fa (1969) (Originalinterpret: Nada und The Rokes)                     |
| 13       | Chiara                                                                           | Almeno tu nell’universo (1989) (Originalinterpret: Mia Martini)                     |
| 14       | Almamegretta (mit Clementino, James Senese, Marcello Coleman und Albino D’Amato) | Il ragazzo della via Gluck (1966) (Originalinterpret: Adriano Celentano)            |

#### KategorieGiovani
In der Giovani-Kategorie stellten die vier Finalisten, die sich aus Abend zwei und drei jeweils für Abend vier qualifizierten, ihre Beiträge vor. Der Sieger wurde zu 50 % per Juryvoting und zu 50 % per Televoting ermittelt.
| Startnr. | Interpret       | Lied                    | Ergebnisse | Ergebnisse | Ergebnisse |
| Startnr. | Interpret       | Lied                    | Jury       | Televoting | Gesamt     |
| -------- | --------------- | ----------------------- | ---------- | ---------- | ---------- |
| 1        | Antonio Maggio  | Mi servirebbe sapere    | 43,00 %    | 28,11 %    | 35,56 %    |
| 2        | Ilaria Porceddu | In equilibrio           | 24,00 %    | 30,18 %    | 27,09 %    |
| 3        | Blastema        | Dietro l’intima ragione | 25,00 %    | 11,52 %    | 18,26 %    |
| 4        | Renzo Rubino    | Il postino (amami uomo) | 08,00 %    | 30,19 %    | 19,10 %    |

### Fünfter Abend

#### KategorieCampioni(Runde 1)
Am fünften Abend stellten die 14 Teilnehmer aus der Campioni-Kategorie jeweils ihre Lieder erneut vor, wovon sich die drei Lieder mit den meisten Stimmen für die zweite Runde qualifizierten.
| Startnr. | Interpret                          | Lied                            | Ergebnisse                 | Ergebnisse                | Ergebnisse | Ergebnisse |
| Startnr. | Interpret                          | Lied                            | Televoting (fünfter Abend) | Televoting (aller Abende) | Jury       | Gesamt     |
| -------- | ---------------------------------- | ------------------------------- | -------------------------- | ------------------------- | ---------- | ---------- |
| 01       | Raphael Gualazzi                   | Sai (ci basta un sogno)         | 07,42 %                    | 06,13 %                   | 15,00 %    | 10,57 %    |
| 02       | Almamegretta                       | Mamma non lo sa                 | 01,25 %                    | 01,23 %                   | 00,50 %    | 00,87 %    |
| 03       | Daniele Silvestri                  | A bocca chiusa                  | 05,43 %                    | 04,87 %                   | 11,50 %    | 08,19 %    |
| 04       | Modà                               | Se si potesse non morire        | 25,04 %                    | 22,68 %                   | 04,00 %    | 13,34 %    |
| 05       | Simone Cristicchi                  | La prima volta (che sono morto) | 04,04 %                    | 03,93 %                   | 02,00 %    | 02,96 %    |
| 06       | Maria Nazionale                    | È colpa mia                     | 05,55 %                    | 05,17 %                   | 03,00 %    | 04,08 %    |
| 07       | Annalisa                           | Scintille                       | 08,83 %                    | 08,90 %                   | 01,00 %    | 04,95 %    |
| 08       | Max Gazzè                          | Sotto casa                      | 02,84 %                    | 03,36 %                   | 08,50 %    | 05,93 %    |
| 09       | Chiara                             | Il futuro che sarà              | 06,32 %                    | 06,92 %                   | 03,50 %    | 05,21 %    |
| 10       | Marta sui Tubi                     | Vorrei                          | 01,07 %                    | 01,45 %                   | 03,50 %    | 02,48 %    |
| 11       | Malika Ayane                       | E se poi                        | 03,06 %                    | 03,40 %                   | 18,00 %    | 10,70 %    |
| 12       | Elio e le Storie Tese              | La canzone mononota             | 05,63 %                    | 05,18 %                   | 22,50 %    | 13,84 %    |
| 13       | Marco Mengoni                      | L’essenziale                    | 20,72 %                    | 23,00 %                   | 06,50 %    | 14,75 %    |
| 14       | Simona Molinari und Peter Cincotti | La felicità                     | 02,79 %                    | 03,79 %                   | 00,50 %    | 02,15 %    |

#### KategorieCampioni(Runde 2)
In der zweiten Runde der Campioni-Kategorie stellten die drei besten Interpreten ihre Lieder aus der ersten Runde erneut vor. Der Sieger vom Sanremo-Festival 2013 wurde demnach zu 50 % per Juryvoting und zu 50 % per Televoting entschieden.
| Platz | Startnr. | Interpret             | Lied                     | Ergebnisse | Ergebnisse | Ergebnisse |
| Platz | Startnr. | Interpret             | Lied                     | Televoting | Jury       | Gesamt     |
| ----- | -------- | --------------------- | ------------------------ | ---------- | ---------- | ---------- |
| 1.    | 3        | Marco Mengoni         | L’essenziale             | 44,18 %    | 28,33 %    | 36,25 %    |
| 2.    | 1        | Elio e le Storie Tese | La canzone mononota      | 21,92 %    | 43,34 %    | 32,63 %    |
| 3.    | 2        | Modà                  | Se si potesse non morire | 33,90 %    | 28,33 %    | 31,12 %    |

## Einschaltquoten
Der fünfte Abend erreichte mit 12.997.000 Zuschauern den höchsten Wert seit dem Festival im Jahre 2000.
| Ausstrahlung     | Durchschnitt | Durchschnitt |
| Ausstrahlung     | Zuschauer    | Quoten       |
| ---------------- | ------------ | ------------ |
| 12. Februar 2013 | 12.969.000   | 48,20 %      |
| 13. Februar 2013 | 11.330.000   | 42,89 %      |
| 14. Februar 2013 | 10.700.000   | 42,50 %      |
| 15. Februar 2013 | 11.538.000   | 48,17 %      |
| 16. Februar 2013 | 12.997.000   | 53,80 %      |